# Callejón sin salida (saga de la Fundación)
"Callejón sin salida" (título original en inglés: "Blind Alley") es un cuento de Isaac Asimov, publicado originalmente en 1945, y en español en la colección Cuentos completos II.
Esta narración se enmarca en el universo de la Serie del Imperio Galáctico (parte del Universo de la Fundación) y rompe con el marco que significa la galaxia asimoviana carente de vida alienígena inteligente.

## Argumento
El cuento trata de la única raza alienígena inteligente descubierta por la Humanidad en el contexto del Imperio Galáctico creado por Trántor. Dicha raza es rescatada de la extinción por la eficiente burocracia trantoriana. La raza es descrita como frágiles criaturas que habitaban un mundo de altas temperaturas.
El Emperador Galáctico siente especial preocupación por sus súbditos no humanos y les asigna un nuevo mundo acorde a su biología. Pero también el Emperador autoriza la investigación científica de la especie debido a su gran adelanto en el campo de la bioquímica.
El conflicto estalla entre el jefe de los científicos, partidario de tratar a los no humanos como simples animales de investigación, y el jefe local de la burocracia imperial -Loodun Antyok-, el cual es partidario de tratarlos con el máximo de respeto posible de acuerdo al criterio del Emperador, seguidor de la filosofía de Aurelión. Antyok ha detectado un grave complejo en la especie alienígena: la falta de deseo de supervivencia, complejo que la lleva a una voluntaria esterilidad reproductiva. Antyok y el líder alienígena dialogan y éste expresa las razones de la voluntaria autoextinción: la falta de deseo vital frente a una humanidad que ha ocupado la totalidad de la Vía Láctea, sin dejar lugar a la expansión de su raza en la Galaxia. Un callejón sin salida existencial que sólo conduce a la extinción.
Frente a este adverso panorama Antyok manipula hábilmente los resortes de la burocracia imperial, de modo tal que ésta proporcione las naves que le permita a los no humanos escapar a las Nubes de Magallanes, donde puedan expandirse y recuperar su plena independencia.
El cuento concluye con la fuga de los alienígenas y la exculpación de Antyok por parte de la burocracia imperial.

## Conclusión
Este cuento expone la filosofía de Asimov en cuanto a que la supervivencia humana está asegurada si logra colonizar el espacio. Esta idea es reiterativa en el universo de las fundaciones y ha sido desarrollada en novelas como El fin de la Eternidad y en Robots e Imperio. A fin de evitar el suicidio de la especie es necesario colonizar la Galaxia. De una raza planetaria el hombre debe transformarse en una raza estelar.
El cuento es también una declaración de principio frente a la xenofobia y el racismo. Por último, expone la enorme influencia que pueden llegar a tener las burocracias estatales. Posteriormente, en la llamada Segunda Trilogía de la Fundación quedará explicada la inexistencia de vida inteligente en la Galaxia: flotas de naves robot, enviadas desde el planeta Aurora, acabaron con ella en un gigantesco genocidio cósmico: el "incendio en la pradera", como lo denominó Gregory Benford en el primer libro de la Segunda Trilogía: El temor de la Fundación.